# Guilhem Molinier
Guilhem Molinier (* 14. Jahrhundert in Toulouse; † 14. Jahrhundert ebenda) war ein okzitanischer Jurist und Dichter. Sein bedeutendstes Werk sind die Leys d'amors („Die Gesetze der Liebe“). Sie sind eine Abhandlung über Rhetorik und Grammatik, die große praktische Bedeutung nicht nur für okzitanische, sondern auch für katalanische, galizische und italienische Dichter erlangte.

## Leben und Werk
1323 wurde das Consistori de la Sobregaya Companhia del Gay Saber („Rat der fröhlichen Wissenschaft“) in Toulouse gegründet. Dieser Rat bestand aus sieben Mitgliedern, die poetische Wettbewerbe organisierten und lyrische Gedichte bewerteten, belohnten und bepreisten, die den Stil der Troubadoure des 12. und 13. Jahrhunderts sehr gut nachahmten. Guilhem Molinier gehörte ursprünglich diesem Rat nicht an. Ab 1348 war er aber Kanzler dieses Gremiums. Er erhielt als solcher von dem Gremium den Auftrag, die Prinzipien okzitanischer Lyrik festzuhalten und zu kodifizieren. Dies geschah in den oben genannten Leys d'amors. Diese kodifizierte Regel für die okzitanische Literatur sollte als Bewertungsbasis für die jährlich zu vergebenden Literaturpreise gelten. Die Leys d'amors beschrieben formale Aspekte der okzitanischen Troubadourlyrik. Sie definierten Genres und Subgenres derselben und gaben praktische Informationen zur dichterischen Sprache Okzitaniens. Von den Leys d'amors sind drei verschiedene Ausgaben erhalten. Die erste wurde zwischen 1328 und 1337 in prosaischer Form verfasst. Die zweite zwischen 1337 und 1347 geschriebene fasste das Regelwerk in Versen zusammen. Die dritte aus dem Jahr 1355 stellt eine Erweiterung der ersten Fassung dar. Diese Regeln zur Dichtkunst erreichten vor allem in Katalonien eine besondere Popularität. Lluís d’Averçó verhalf ihnen dort zu einer großen Wirkmacht.